# Tangerhütte
Tangerhütte település Németországban, azon belül Szász-Anhalt tartományban. Lakosainak száma 10 516 fő (2023. december 31.).

## Népesség
A település népességének változása:
| Lakosok száma | 10 814 | 10 718 | 10 544 | 10 599 | 10 516 |
|               | 2017   | 2019   | 2021   | 2022   | 2023   |